# Estuary of the Heathcote and Avon Rivers/Ihutai
Das Estuary of the Heathcote and Avon Rivers/Ihutai  (Māori: Te Wahapū) ist ein großes, halbgeschlossenes, seichtes Ästuar in Christchurch in der Region Canterbury auf der Südinsel Neuseelands und eines der wichtigsten Küsten-Feuchtgebiete Neuseelands. Es ist ein international bedeutsamer Rastplatz für Zugvögel und ein lokales Erholungsgebiet. Es war früher ein von den Māori hoch geschätztes Gebiet zum Sammeln von Nahrung.
Die Bucht liegt an der zum Pazifik gehörenden Pegasus Bay im Osten von Christchurch. Der Avon River/Ōtakaro mündet im Nordwesten in das Ästuar, der Heathcote River im Südosten. Die Bucht hat eine dreieckige Form. Nur ein kurzer Kanal verbindet sie im Süden mit der Pegasus Bay. Vom Meer wird sie durch den 4 km langen Brighton Spit getrennt, auf dem die Vorstädte New Brighton, South New Brighton und Southshore liegen.
Das Ästuar ist 8 km² groß. Bei Flut beträgt die Wassertiefe normalerweise nur 1,4 m, nur 15 % der Fläche fällt bei Niedrigwasser gewöhnlich nicht trocken.
Der 2002 gegründete Avon-Heathcote Estuary Ihutai Trust hat sich die Vertretung langfristiger Interessen der Öffentlichkeit bei der Nutzung des Ästuars zum Ziel gesetzt. Zu den Mitgliedern des Trusts gehören Vertreter der Gemeinden, bestehender Interessengruppen (Friends of the Estuary und Christchurch Estuary Association), Vertreter des Christchurch City Council, von Environment Canterbury, den Ureinwohnern und anderen.